# 竺沙雅章
竺沙雅章（日语：／ Chikusa Masaaki，1930年3月14日—2015年10月2日）日本的中国史专家、京都大学名誉教授。出生于京都府。京都大学人文科学研究所助理教授，1968年京都大学文学部助理教授，1981年同教授，1993年定年退官，同年四月轉任大谷大学教授。文学博士。

## 著作
- 《苏东坡》 人物来往社 1967年
- 《宋太祖和宋太宗 改革期的帝王》 清水书院 1975年
- 《征服王朝的时代》 讲谈社现代新书 新书东洋史 1977年
- 《中国佛教社会史研究》（东洋史研究丛刊34） 同朋社出版 1982年
- 《范仲淹》（中国历史人物选5） 白帝社 1995年
- 《宋元佛教文化史研究》（汲古丛书25） 汲古书院 2000年